# بلتون (میزوری)
بلتون (به انگلیسی: Belton) شهری در شهرستان کاس ایالت میزوری است که جمعیت آن در سرشماری سال ۲۰۱۰ میلادی ۲۳٫۱۱۶ نفر بوده است.